# Marcel Portier
Marcel Portier né Marcel, Charles Leneutre  le 8 mai 1924 dans le 10e arrondissement de Paris et mort le 5 avril 2002 à Pontoise dans le Val-d'Oise, est un acteur français.

## Filmographie

### Cinéma
- 1948 : Jo la Romance de Gilles Grangier
- 1948 : Rapide de nuit de Marcel Blistène
- 1949 : Amédée de Gilles Grangier
- 1949 : Ronde de nuit de François Campaux
- 1950 : Bibi Fricotin de Marcel Blistène
- 1950 : Cet âge est sans pitié de Marcel Blistène
- 1950 : Ce bon Monsieur Durand de Charles-Félix Tavano - court métrage -
- 1951 : Le Chéri de sa concierge de René Jayet
- 1951 : Un jour avec vous de Jean-René Legrand
- 1951 : Une histoire d'amour de Guy Lefranc
- 1952 : Le Témoin de minuit de Dimitri Kirsanov
- 1953 : Hold-up en musique / Le Gang des pianos à bretelles de Gilles de Turenne
- 1953 : Alerte au Sud de Jean Devaivre
- 1954 : Le Crâneur de Dimitri Kirsanov - Un spectateur du cabaret
- 1954 : Crime au concert Mayol de Pierre Méré
- 1954 : Marchandes d'illusions de Raoul André
- 1954 : Pas de souris dans le bizness d'Henry Lepage
- 1955 : Les Nuits de Montmartre de Pierre Franchi
- 1955 : À la manière de Sherlock Holmes de Henry Lepage
- 1955 : Pas de pitié pour les caves de Henry Lepage
- 1957 : Miss Pigalle de Maurice Cam
- 1958 : Y'en a marre / Ce soir on tue de Yvan Govar - Mertens
- 1960 : Colère froide de André Haguet
- 1961 : Filles de fraudeurs de Émile-Georges De Meyst - Uniquement la musique -
- 1962 : Han matado a un cadaver de Julio Salvador
- 1967 : Réseau secret de Jean Bastia
- 1969 : À propos de la femme de Claude Pierson
- 1970 : Justine de Sade de Claude Pierson
- 1973 : Le commando des chauds lapins de Guy Perol - Le maire
- 1973 : Les gourmandes de Guy Perol
- 1974 : Son premier été / En toute intimité de Joäo Corréa - Le portier
- 1974 : Vincent, François, Paul et les autres de Claude Sautet - Le père de Jean
- 1976 : Les machines à sous de Bernard Launois - Le patron du café
- 1976 : Mado de Claude Sautet - Loiselle
- 1980 : Un mauvais fils de Claude Sautet - L'homme au comptoir
- 1981 : Brantôme 81 : Vie de dames galantes de José Bénazéraf
- 1985 : Il était une fois le diable (Devil story) de Bernard Launois
- 1989 : L'Invité surprise de Georges Lautner
- 1992 : L'Inconnu dans la maison de Georges Lautner - Le patron du bistrot

### Télévision
- 1975 : L'Homme sans visage de Georges Franju (série TV)
- 1986 : Série noire : Pour venger pépère de Joël Séria